# Volle Fahrt voraus
Volle Fahrt voraus (französischer Originaltitel: Kid ou double) ist ein Comicalbum aus der Lucky-Kid-Reihe. Es wurde von Achdé sowohl gezeichnet als auch getextet. Die deutsche Ausgabe erschien 2020 im Ehapa-Verlag als Band 98 in der Albenreihe von Lucky Luke.
Der Band besteht mehrheitlich aus einseitigen Episodengeschichten aus dem Leben des jungen Lucky Kid, der einmal ein großer Cowboy werden möchte.

## Handlung
Der Band beginnt mit einer Kurzgeschichte mit dem erwachsenen Lucky Luke, die die strengen Gesetze im Amerika des 19. Jahrhunderts hinterfragt. Lucky Luke hat einen jungen Pferdedieb dingfest gemacht, und Pferdediebe werden gehängt. Der Dieb erklärt weinend, dass er das Pferd nur habe leihen wollen. In einer Rückblende diskutiert dann der junge Kid mit dem Sheriff einen ähnlichen Fall und stellt fest, dass auf das Ausleihen eines Pferdes die gleiche Strafe steht, wie auf das brutale Erschießen einer ganzen Familie, nämlich der Galgen. Gerechtigkeit ist in beiden Fällen nur möglich, weil es Sheriffs und Richter gibt, die diese Gerechtigkeit über das Gesetz stellen.
In den folgenden einseitigen Kurzgeschichten aus dem Leben des jungen Lucky Kid muss dieser viele ungeschriebene Gesetze des Westens auf die harte Tour lernen. Er kämpft mit Grizzlys, Klapperschlangen und Viehherden – und wird zum Schluss noch von seiner Ziehmutter Martha zusammengestaucht, weil sein Zeugnisheft zerfleddert wurde. Oder er wieder mal eine Sechs nach Hause bringt. Dann müht er sich ab, im Sattel zu bleiben oder den Tomahawk zu werfen. Auf der letzten Seite reitet Luke gleich siebenmal in den Sonnenuntergang. 

## Ausgabe
- Achdé (Text und Zeichnungen): Volle Fahrt voraus; Egmont Ehapa Verlag; Berlin 2020; Übersetzt von Klaus Jöken; ISBN 978-3-7704-4064-1